# アトリエの画家 (レンブラント)
『アトリエの画家』（アトリエのがか、英: The Artist in his Studio）は、17世紀オランダ黄金時代の巨匠レンブラント・ファン・レインが1628年ごろ、板上に油彩で描いた絵画である。 アトリエの中にいる画家の自画像を描いている。作品は1938年、ゾー・オリヴァー・シャーマン (Zoe Oliver Sherman) の寄贈により、米国マサチューセッツ州にあるボストン美術館に収蔵された。

## 作品
レンブラントは1624年ごろ、イタリアで学んだ画家ピーテル・ラストマンのもとで6か月ほど修業をしたが、5年もたたぬうちに野心を持つ多産な画家となっていた。レンブラントの初期作品は主題に関しても、技法に関しても多様性に富んでおり、新たな主題や、光や質感の再現に向けた飽くなき努力は、名声の獲得に対する志の強さを物語っている。
画中のレンブラントは、壁の漆喰が剥げ落ち、ほとんど何もない質素なアトリエの一角にたたずんでいる。画家の傍らの壁の掛けられいるのはパレットで、その下にあるのは顔料をすり潰すのに使う石である。イーゼルの脚の横桟がすり減っているのは、画家が絵を描くときにそこに足を乗せるからであろうか。薄暗闇にぼおっと浮かび立ち、傍らにあるドアへ到達するのを塞ぐようなキャンバスは画家に挑み、脅かしさえする存在である。
レンブラントは、芸術に関する自身の熟考を本作の中に描いている。これは制作中の画家を描いたものとしては前例のないもので、典型的な「アトリエの画家」の絵画において、画家はイーゼルのすぐ前に座っているか、立っているものであるが、この絵画では巨大なイーゼルによって、小さな画家の姿とその作品の間の距離感が強調されている。非現実的な仕事服を纏った画家は、右手に1本の絵筆、左手にパレットと数本の絵筆、筆支え棒 (マールスティック、mahlstick) を持ち、遠ざかって熟考している。顔立ちが特定できるほどはっきりと描かれていないのは、「制作中の画家」の一般的な姿として意図されたからであろう。レンブラントは、この作品において絵画の制作の特定の段階を描いたものであるという主張がなされている。画家は、まずイーゼルから離れて、カレル・ファン・マンデルなどの画家兼理論家が主張した通り、描こうとする作品の構図や彩色をしかるべく心の中で形成した後、制作しようとしているのである。
本作のキャンバスと画中のキャンバスのサイズの大きさの違いについて言及した批評的分析によると、レンブラントの本作は、アトリエの中の自画像という主題に比べて小さいが、画中のキャンバスの大きさのためにその何倍も大きなものに見えている。